# 博多尧贝尔
博多尧贝尔，是匈牙利巴兰尼亚州所辖的一个村。总面积9.09平方公里，总人口248，人口密度27.3人/平方公里（2011年1月1日）。